# Llista de persones que s'han dirigit a les dues cambres del Parlament del Regne Unit

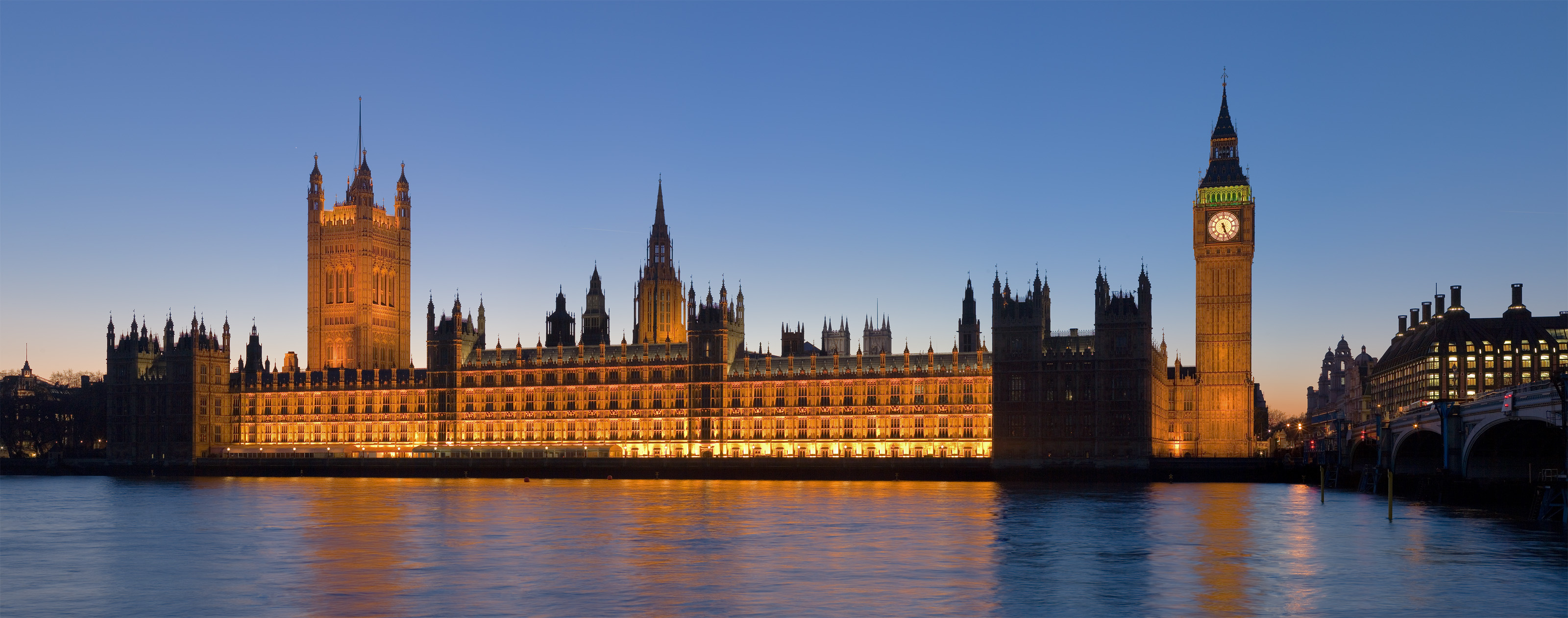
El Palau de Westminster, lloc de trobada de la Cambra dels Comuns i la Cambra dels Lords

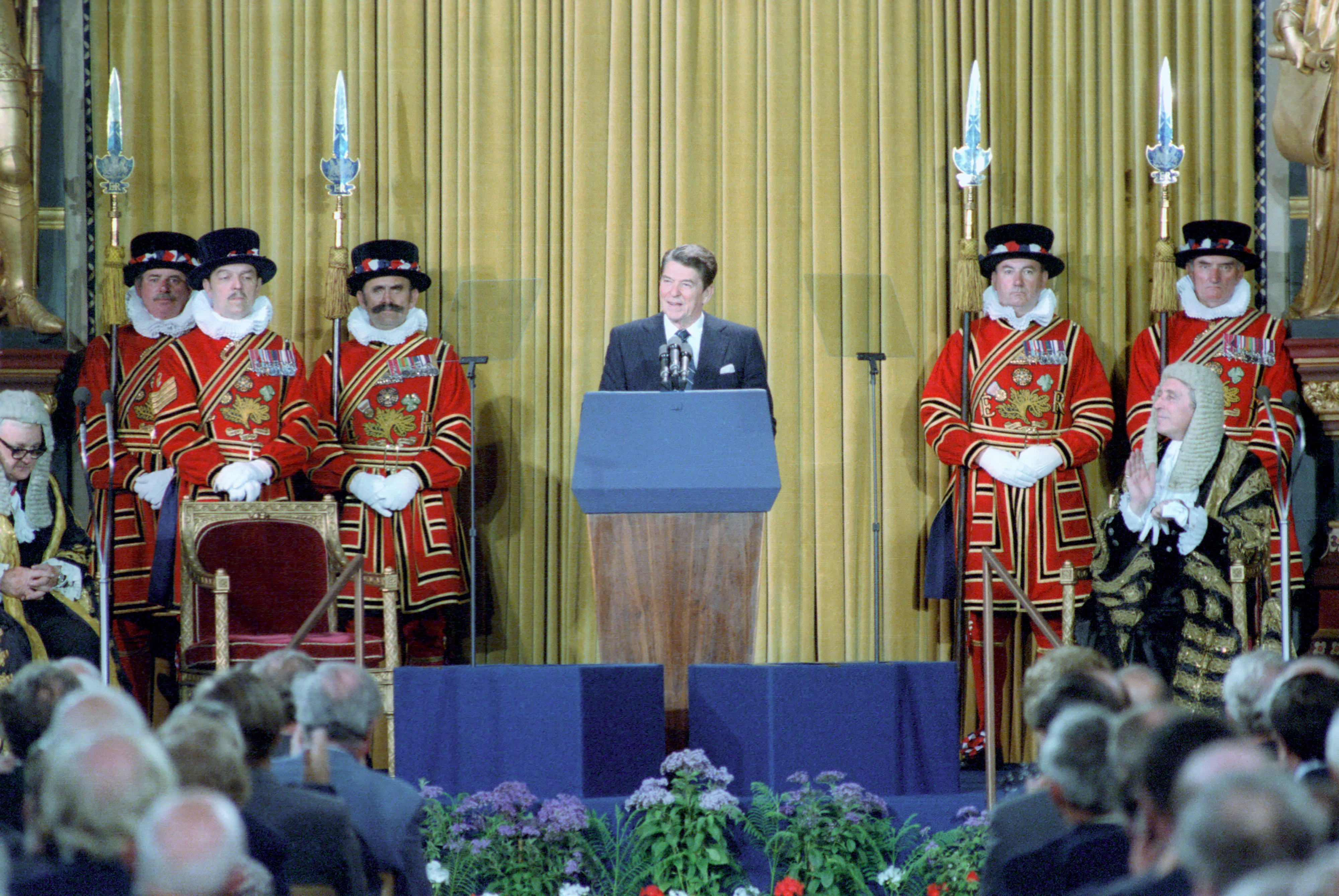
El llavors president dels Estats Units, Ronald Reagan, adreçant-se al parlament el 8 de juny de 1982

Aquesta és una llista de persones que s'han dirigit a les dues cambres del Parlament del Regne Unit al mateix temps. Encara que monarques anglesos i més tard monarques britànics es dirigiren conjuntament a la Cambra dels Comuns i la Cambra dels Lords en diverses ocasions des del segle xvi, el primer dignatari estranger en fer-ho fou el president francès Albert Lebrun el març de 1939. Aquesta llista exclou els discursos pronunciats pel (o en nom del) sobirà a la cerimònia d'obertura del Parlament del Regne Unit i al final de cada sessió parlamentària.
Tan sols tres persones, a part del monarca regnant al moment, s'han adreçat a les dues cambres conjuntament en més d'una ocasió: Nelson Mandela es dirigí als membres de la Cambra dels Comuns i dels Lords el 1993 i el 1996 com a president de Sud-àfrica; Mikhaïl Gorbatxov parlà davant de les cambres com a delegat estranger de la Unió Soviètica el 1984 i, de nou, el 1993 en nom de la Unió Interparlamentària; finalment, Ximon Peres s'adreçà a les cambres com a primer ministre d'Israel el 1986 i com a president d'Israel el 2008.

## Persones que s'han dirigit a les dues cambres del Parlament del Regne Unit
| Data             | Visitant                         | Càrrec                                                             | Lloc                 | Ref               |
| ---------------- | -------------------------------- | ------------------------------------------------------------------ | -------------------- | ----------------- |
| 23 març 1939     | Albert Lebrun                    | President de França                                                | Westminster Hall     | [ 3 ]             |
| 21 octubre 1942  | Jan Christiaan Smuts             | Primer ministre de Sud-àfrica                                      | Royal Gallery        | [ nota 1 ]        |
| 21 octubre 1942  | Mackenzie King                   | Primer ministre del Canadà                                         | Royal Gallery        |                   |
| 17 maig 1945     | Jordi VI                         | Rei del Regne Unit                                                 | Royal Gallery        | [ nota 2 ]        |
| 21 agost 1945    | Jordi VI                         | Rei del Regne Unit                                                 | Royal Gallery        | [ nota 3 ]        |
| 9 març 1950      | Vincent Auriol                   | President de França                                                | Royal Gallery        | [ 4 ]             |
| 26 octubre 1950  | Jordi VI                         | Rei del Regne Unit                                                 | Westminster Hall     | [ nota 4 ] [ 5 ]  |
| 22 octubre 1954  | Haile Selassie                   | Emperador d'Etiòpia                                                | Royal Gallery        |                   |
| 24 abril 1956    | Nikolai Bulganin                 | President del Consell de Ministres de la Unió Soviètica            | Royal Gallery        | [ nota 1 ] [ 6 ]  |
| 24 abril 1956    | Nikita Khrusxov                  | Primer secretari general del Partit Comunista de la Unió Soviètica | Royal Gallery        | [ nota 1 ]        |
| 7 abril 1960     | Charles de Gaulle                | President de França                                                | Westminster Hall     | [ 3 ] [ 7 ]       |
| 22 juny 1965     | Elisabet II                      | Reina del Regne Unit                                               | Royal Gallery        | [ nota 5 ]        |
| 28 abril 1966    | U Thant                          | Secretari general de les Nacions Unides                            | Royal Gallery        |                   |
| 9 febrer 1967    | Aleksei Kosiguin                 | President del Consell de Ministres de la Unió Soviètica            | Royal Gallery        | [ 8 ]             |
| 28 abril 1969    | Giuseppe Saragat                 | President de la República Italiana                                 | Royal Gallery        |                   |
| 3 març 1970      | Willy Brandt                     | Canceller d'Alemanya de l'Oest                                     | Royal Gallery        |                   |
| 23 juny 1976     | Valéry Giscard d'Estaing         | President de França                                                | Royal Gallery        |                   |
| 4 maig 1977      | Elisabet II                      | Reina del Regne Unit                                               | Westminster Hall     | [ nota 6 ] [ 9 ]  |
| 8 juny 1982      | Ronald Reagan                    | President dels Estats Units                                        | Royal Gallery        | [ 10 ]            |
| 24 octubre 1984  | François Mitterrand              | President de França                                                | Royal Gallery        |                   |
| 24 octubre 1984  | Mikhaïl Gorbatxov                | Delegat d'exteriors de la Unió Soviètica                           | Grand Committee Room | [ nota 1 ]        |
| 23 gener 1986    | Ximon Peres                      | Primer ministre d'Israel                                           | Grand Committee Room | [ nota 1 ]        |
| 28 abril 1986    | Joan Carles I                    | Rei d'Espanya                                                      | Royal Gallery        | [ 11 ]            |
| 28 abril 1986    | Richard von Weizsäcker           | President d'Alemanya de l'Oest                                     | Royal Gallery        |                   |
| 2 juliol 1988    | Elisabet II                      | Reina del Regne Unit                                               | Westminster Hall     | [ nota 7 ]        |
| 8 maig 1989      | Daniel Ortega                    | President de Nicaragua                                             | Committee Room 14    | [ nota 1 ]        |
| 24 octubre 1990  | Francesco Cossiga                | President de la República Italiana                                 | Royal Gallery        |                   |
| 10 novembre 1992 | Borís Ieltsin                    | President de la Federació Russa                                    | Royal Gallery        |                   |
| 22 abril 1993    | Mário Soares                     | President de Portugal                                              | Grand Committee Room | [ nota 1 ]        |
| 22 abril 1993    | Nelson Mandela                   | Guanyador del Premi Nobel de la Pau                                | Grand Committee Room | [ nota 1 ] [ 12 ] |
| 7 setembre 1993  | Mikhaïl Gorbatxov                | Exsecretari general del Partit Comunista de la Unió Soviètica      | Grand Committee Room | [ nota 1 ]        |
| 6 maig 1995      | Elisabet II                      | Reina del Regne Unit                                               | Westminster Hall     | [ nota 8 ]        |
| 29 novembre 1995 | Bill Clinton                     | President dels Estats Units                                        | Royal Gallery        |                   |
| 15 maig 1996     | Jacques Chirac                   | President de França                                                | Royal Gallery        |                   |
| 11 juliol 1996   | Nelson Mandela                   | President de Sud-àfrica                                            | Westminster Hall     | [ 3 ]             |
| 16 juliol 1996   | Tenzin Gyatso                    | Dalai Lama                                                         | Grand Committee Room | [ nota 1 ] [ 13 ] |
| 29 octubre 1998  | Carlos Menem                     | President de l'Argentina                                           | Grand Committee Room | [ nota 1 ]        |
| 6 juliol 2000    | John Howard                      | Primer ministre d'Austràlia                                        | Royal Gallery        |                   |
| 30 abril 2002    | Elisabet II                      | Reina del Regne Unit                                               | Westminster Hall     | [ nota 9 ] [ 14 ] |
| 8 maig 2007      | Kofi Annan                       | Exsecretari general de les Nacions Unides                          | Royal Gallery        | [ 15 ]            |
| 15 maig 2007     | Bertie Ahern                     | Taoiseach d'Irlanda                                                | Royal Gallery        | [ 15 ]            |
| 26 març 2008     | Nicolas Sarkozy                  | President de França                                                | Royal Gallery        | [ 16 ]            |
| 19 novembre 2008 | Ximon Peres                      | President d'Israel                                                 | Queen's Robing Room  |                   |
| 1 abril 2009     | Felipe Calderón                  | President de Mèxic                                                 | Queen's Robing Room  |                   |
| 17 setembre 2010 | Benet XVI                        | Papa (visita d'estat)                                              | Westminster Hall     | [ 17 ]            |
| 25 maig 2011     | Barack Obama                     | President dels Estats Units                                        | Westminster Hall     | [ 18 ]            |
| 20 març 2012     | Elisabet II                      | Reina del Regne Unit                                               | Westminster Hall     | [ nota 10 ] [ 1 ] |
| 21 juny 2012     | Aung San Suu Kyi                 | Líder de l'oposició burmesa                                        | Westminster Hall     | [ 19 ]            |
| 1 novembre 2012  | Susilo Bambang Yudhoyono         | President d'Indonèsia                                              | Queen's Robing Room  | [ 20 ]            |
| 29 novembre 2012 | Sabah Al-Ahmad Al-Jaber Al-Sabah | Emir de Kuwait                                                     | Queen's Robing Room  | [ 21 ]            |
| 13 juny 2013     | Stephen Harper                   | Primer ministre del Canadà                                         | Queen's Robing Room  | [ 22 ]            |
| 5 novembre 2013  | Park Geun-hye                    | President de la República de Corea                                 | Queen's Robing Room  | [ 23 ]            |
| 27 febrer 2014   | Angela Merkel                    | Cancellera d'Alemanya                                              | Royal Gallery        | [ 24 ]            |
| 8 abril 2014     | Michael D. Higgins               | President d'Irlanda                                                | Royal Gallery        | [ 25 ]            |
| 21 octubre 2014  | Tony Tan Keng Yam                | President de Singapur                                              | Queen's Robing Room  |                   |
| 3 març 2015      | Enrique Peña Nieto               | President de Mèxic                                                 | Queen's Robing Room  | [ 26 ]            |
| 20 octubre 2015  | Xi Jinping                       | President de la Xina                                               | Royal Gallery        | [ 27 ]            |
| 12 novembre 2015 | Narendra Modi                    | Primer ministre de l'Índia                                         | Royal Gallery        | [ 28 ]            |
| 19 abril 2016    | Joko Widodo                      | President d'Indonèsia                                              | Queen's Robing Room  | [ 29 ]            |
| 1 novembre 2016  | Juan Manuel Santos               | President de Colòmbia                                              | Queen's Robing Room  | [ 30 ]            |
| 12 juliol 2017   | Felip VI d'Espanya               | Rei d'Espanya                                                      | Royal Gallery        | [ 31 ]            |
| 23 octubre 2018  | Guillem Alexandre                | Rei dels Països Baixos                                             | Royal Gallery        | [ 32 ]            |
| 8 març 2022      | Volodímir Zelenski               | President d'Ucraïna                                                | Videoconferència     | [ 33 ]            |